# Napfschnecken

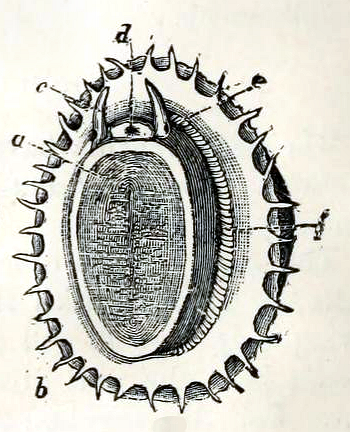
Patella vulgata, ventral: a) Fuß b) Mantel c) Fühler d) Mund e) Augen f) Sekundäre Kiemen (Fortsätze des Epipodiums).	A Guide to the shell and starfish galleries of the British Museum, London 1901, S. 10.

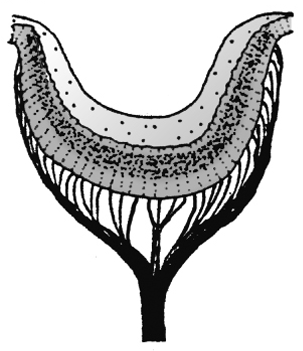
Becherauge von Patella sp. Nach Salvini-Plawen und Mayr (1977), verändert.

Die Napfschnecken (Patellidae) sind eine Familie meeresbewohnender Schnecken. Nach der klassischen Systematik werden sie zur Ordnung der Altschnecken (Archaeogastropoda) gerechnet.

## Merkmale
Der Name bezieht sich auf das Aussehen der Arten aus der Familie, denn Napfschnecken haben nicht wie viele andere Schneckenarten ein spiralförmiges Haus mit vielen Windungen, sondern einfach nur einen schüsselförmigen Napf, ähnlich der Schale der Einschaler, die jedoch keine Schnecken sind. Die Arten der Napfschnecken sind nur schwer zu unterscheiden, sie variieren jedoch in der Farbgebung und auch in der Form und Größe des Gehäuses. Der Apex der bilateral symmetrischen Häuser befindet sich in der Mitte oder etwas davor. Die Schalen sind vor allem radiär von der Spitze zum Rand hin skulpturiert. Das Innere der Schalen ist entweder porzellanartig oder durch Perlmutt glänzend. Der Muskelansatz am Schneckenhaus ist hufeisenförmig, an der Vorderseite unterbrochen. Je nach Art schwankt die Gehäuselänge des ausgewachsenen Tieres zwischen etwa 1 cm und 10 cm. Die Schnecken haben kein Operculum.
Der Kopf hat eine kräftige Schnauze und ein Paar Fühler, an deren Basis jeweils ein kleines Becherauge sitzt. Der große Fuß ist sehr kräftig. Die Schnecken haben keine echten Kiemen. Deren Funktion wird von zahlreichen tentakelartigen Fortsätzen übernommen, die am Epipodium zwischen Fuß und Mantel sitzen.
Einige Napfschneckenarten sind getrenntgeschlechtlich, andere Zwitter. Die Tiere entlassen ihre Eier und Spermien ins freie Wasser und es findet so eine externe Befruchtung statt. Die befruchteten Eier entwickeln sich über ein kurzes Trochophora-Stadium zu frei schwimmenden Veliger-Larven, die nach einer längeren pelagischen Phase zu kleinen Schnecken metamorphosieren.
In Spanien gelten sie (Lapas) als Delikatesse.

## Lebensweise
Die Napfschnecken sind perfekt an das Leben auf Steinen und hartem Untergrund angepasst. Sie besitzen keinen Deckel, können aber mit Hilfe von Säureausscheidungen den Stein so formen, dass er als Sitzplatz dient und das napfförmige Gehäuse perfekt nach unten hin abschließt. Durch einen hufeisenförmigen Schalenmuskel kann das Gehäuse so fest an den Stein gepresst werden, dass es nur überraschend abgelöst werden kann, bevor die Schnecke Gelegenheit hat, sich am Felsen festzusaugen. Die Napfschnecken leben daher oft in der Brandungszone, wo ihnen aufgrund ihrer Anpassungen weder der Wellengang noch Regen oder Sonne schaden können. Sie sind jedoch nicht sessil, wie man glauben könnte, wenn man sie tagsüber stets an derselben Sitzstelle antrifft. Sie kriechen meist nachts umher, finden aber auf ihrer eigenen Kriechspur, wahrscheinlich durch chemische Reize, aber auch durch andere Orientierungssinnesorgane, wieder an ihren Wohnplatz zurück. Dabei weiden sie mit ihrer Radula Algenrasen ab.

## Systematik
- Patellidae Rafinesque-Schmaltz, 1815
  - Patella Linnaeus, 1758
    - Durchsichtige Napfschnecke (Patina pellucida)
    - Gemeine Napfschnecke (Patella vulgata), kommt von den Lofoten bis zum Mittelmeer vor.
    - Blaue Napfschnecke (Patella coerulea), ist im Mittelmeer verbreitet
    - Lusitanische Napfschnecke (Patella rustica), im Mittelmeer und im Atlantik bis zum Golf von Biscaya

  - Cymbula
    - Cymbula compressa (Linnaeus, 1758)

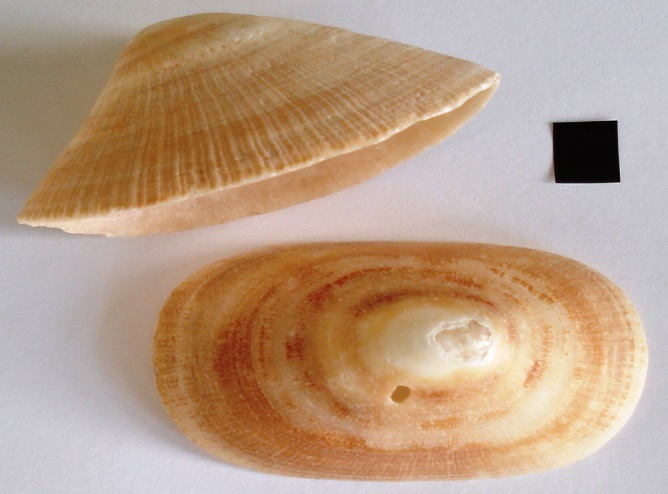
Cymbula compressa (Linnaeus, 1758) auf Kelp an der Küste Südafrikas lebende Napfschnecke

und zahlreiche andere Gattungen.